# Soul Asylum
Soul Asylum (укр. Притулок для душі) — американський рок-гурт, що грає в жанрі: альтернативний рок, змішаний з елементами гранжу та панку. Найвідомішою піснею гурту став сингл «Runaway Train».
Гурт спочатку називався Loud Fast Rules, до складу якого входили Дейв Пірнер, Ден Мерфі, Карл Мюллер і Пет Морлі. Вони змінили свою назву на Soul Asylum у 1983 році. У 1984 році Морлі змінив Грант Янг. Гурт записав три альбоми з Twin/Tone Records і два з A&M Records, але не мав комерційного успіху. У 1992 році вони випустили тричі платиновий альбом Grave Dancers Union, який включає «Runaway Train». Гурт грав на інавгурації президента Білла Клінтона на початку наступного року. Вони також отримали платинову платівку з альбомом Let Your Dim Light Shine через три роки.

## Склад гурту

### Теперішній
- David Pirner — вокал
- Michael Bland — гітара
- Winston Roye — гітара
- Justin Sharbono — ударні

### Колишні учасники
Гітара
- Dan Murphy (1983—2012)

Бас
- Karl Mueller (1983—2005) (помер)
- Tommy Stinson (2005—2012)

Ударні
- Pat Morley (1983—1984)
- Grant Young (1984—1995)
- Sterling Campbell (1995—1998)
- Ian Mussington (1998—2001)

Клавішні
- Joey Huffman (1993—1997 and 2003—2006)

## Дискографія

### Альбоми
- Say What You Will, Clarence... Karl Sold the Truck (1984) (Twin/Tone)
- Made to Be Broken (1986) (Twin/Tone)
- While You Were Out (1986) (Twin/Tone)
- Hang Time (1988) (A&M)
- And the Horse They Rode In On (1990) (A&M)
- Grave Dancers Union (1992) [3x Platinum] (Columbia)
- Let Your Dim Light Shine (1995) [Platinum] (Columbia)
- Candy from a Stranger (1998) (Columbia)
- The Silver Lining (2006) (Legacy)[3]
- Delayed Reaction (2012) (429 Records)
- Change of Fortune (2016) (Entertainment One)

## Сингли
| Рік  | Назва                      | Чарти      | Чарти        | Чарти              | Чарти | Чарти | Альбом                                        |
| Рік  | Назва                      | US Hot 100 | US Alt. Rock | US Mainstream Rock | UK    | AUS   | Альбом                                        |
| ---- | -------------------------- | ---------- | ------------ | ------------------ | ----- | ----- | --------------------------------------------- |
| 1990 | «Spinnin'»                 | -          | 15           | 24                 | -     | -     | And the Horse They Rode in On                 |
| 1990 | «Easy Street»              | -          | 26           | -                  | -     | -     | And the Horse They Rode in On                 |
| 1992 | «Somebody to Shove»        | -          | 1            | 9                  | 32    | -     | Grave Dancers Union                           |
| 1993 | «Black Gold»               | -          | 6            | 4                  | 26    | -     | Grave Dancers Union                           |
| 1993 | «Runaway Train»            | 5          | 13           | 3                  | 7     | 11    | Grave Dancers Union                           |
| 1993 | «Without a Trace»          | -          | 27           | 6                  | -     | -     | Grave Dancers Union                           |
| 1993 | «Sexual Healing»           | -          | 10           | -                  | -     | -     | No Alternative (various artists compilation)  |
| 1993 | «Summer of Drugs»          | -          | 20           | -                  | -     | -     | Sweet Relief: A Benefit For Victoria Williams |
| 1994 | «Can't Even Tell»          | -          | 16           | 24                 | -     | -     | Clerks (Soundtrack)                           |
| 1995 | «Just Like Anyone»         | -          | 19           | 11                 | -     | -     | Let Your Dim Light Shine                      |
| 1995 | «Misery»                   | 20         | 1            | 2                  | 30    | 22    | Let Your Dim Light Shine                      |
| 1996 | «Promises Broken»          | 63         | -            | 29                 | -     | -     | Let Your Dim Light Shine                      |
| 1998 | «I Will Still Be Laughing» | -          | 24           | 23                 | -     | -     | Candy From a Stranger                         |

## Інші сингли
- 1988 «Cartoon»
- 1998 «Sometime To Return»
- 1988 «Standing In The Doorway»